# Mooreobdella microstoma
Mooreobdella microstoma är en ringmaskart som först beskrevs av Moore 1901.  Mooreobdella microstoma ingår i släktet Mooreobdella och familjen hundiglar. Inga underarter finns listade i Catalogue of Life.